# フィーバーワールド
フィーバーワールドは、1994年9月にSANKYOが発売した、世界旅行がテーマになっているパチンコ機のシリーズ名。CRフィーバーワールドIの1機種がある。

## 概要
CR機デジパチ。6インチのCRTモニターを搭載している。有効ラインは横3、ナナメ2の5ラインとなっている。
大当たり中ではSANKYOの公式キャラクターである夢夢ちゃんが登場し、その国の言葉で挨拶をし、世界中を旅する。

## スペック
- CRフィーバーワールドI
  - 賞球数 5&15
  - 大当たり最高継続 R16
  - 大当たり確率 ※（）内は確変中の確率
    - 【設定1】 1/385（1/55）
    - 【設定2】 1/400（1/57）
    - 【設定3】 1/420（1/60）

## 図柄
- 7
- 飛行機
- 地球
- パンジー
- ハイビスカス
- ひまわり
- バラ
- チューリップ
- ユリ

## 演出
確率変動機能を搭載しており、「7」、「飛行機」、「地球」のいずれかの図柄で大当たりすると、以降2回大当たりするまで確率がアップする。

## コンシューマ移植
- 本家SANKYO FEVER実機シミュレーションシリーズ（スーパーファミコン用）
  - 『本家SANKYO FEVER実機シミュレーション』（スーパーファミコン用、DEN'Z、1995年6月10日発売、SHVC-P-AFPJ、JAN-4944656951025）に収録。

## サウンドトラック
- 『ザ・パチンコ・ミュージック・フロム SANKYO FEVER WARS』キングレコード、1998年8月21日。KICA-1217。
  - BGMが収録されている。